# Paraleia castanea
Paraleia castanea är en tvåvingeart som beskrevs av Freeman 1951. Paraleia castanea ingår i släktet Paraleia och familjen svampmyggor. Inga underarter finns listade i Catalogue of Life.